# Premier House
Premier House (en maori de Nouvelle-Zélande : Te Whare Pirimia) est la résidence d'État du Premier ministre de Nouvelle-Zélande, située au 260, Tinakori Road à Wellington.
Il s'agit d'une maison privée acquise par l'État pour devenir la résidence officielle du Premier ministre lorsque le gouvernement s'installe à Wellington en 1865. Elle est d'abord considérablement agrandie puis, à mesure que sa structure en bois se détériore, boudée à partir des années 1930 par les dirigeants politiques après qu'ils ont appris le coût des réparations.
La maison est louée à des particuliers pendant six ans à la fin des années 1890, puis redevient la résidence officielle du premier ministre jusqu'à la Grande Dépression, lorsqu'un nouveau gouvernement en 1935 décide de déménager dans des locaux plus modestes, souhaitant éviter le « spectacle ». Pendant plus d'un demi-siècle, le bâtiment est utilisé comme clinique dentaire pour enfants, avant d'être rénové et remis en service sous son nom actuel en 1990.

## Histoire

### Construction
La maison d'origine est construite en 1843, au début de la colonisation néo-zélandaise, sur une commande du premier maire de Wellington, George Hunter. Cette maison, ou du moins une partie de celle-ci, est toujours située à l'extrémité sud du bâtiment actuel. La demeure est considérablement élargie au fil des ans. Après avoir été la résidence du marchand et homme politique Nathaniel Levin, la maison est achetée à Richard Collins début mars 1865 pour devenir la résidence officielle du premier ministre du pays,. Le journal The Evening Post de Wellington estime que le prix de 2 900 livres « doit être considéré comme bon marché »,. Le Daily Southern Cross d'Auckland la décrit comme « l'une des plus belles villas du pays », mais le journal local d'Auckland, The New Zealand Herald, critique l'acquisition, la qualifiant « d'extravagance illégale ». Quelques semaines plus tard, le Daily Southern Cross écrit que le projet initial de construction d'une nouvelle maison représente un « gaspillage monstrueux d'argent public ».

### Extension de la maison
La maison change peu jusqu'à l'arrivée au pouvoir de Julius Vogel, Premier ministre, et de sa femme, Mary, en 1873. En un an, ils la transforment en un manoir de huit chambres comportant une véranda et une salle de bal. Le terrain abrite ce qui est considéré comme le premier court de tennis du pays. Les Vogel sont connus pour leurs réceptions somptueuses, ce qui vaut à la maison le surnom de « Casino ».
Dans les années 1920, la résidence est connue sous le nom d'« Arika Toa » ou « maison du chef ».

### Utilisation comme cabinet dentaire
En 1935, le Premier ministre Michael Joseph Savage, contraint de reconstruire l'économie du pays, qui se trouve au cœur de la Grande Dépression, vit dans l'ancienne résidence de Seddon au 47 Molesworth Street, achetant plus tard une maison en hauteur dans la région du Northland. Premier House est transformée en école pour infirmières en soins dentaires et en clinique dentaire pour enfants, connue de tous sous le nom de « la maison du meurtre ». Quarante personnes peuvent être soignées, nombre qui montera par la suite à cinquante. Avant la fluoration de l'eau, les molaires des enfants du pays sont vite creusées par la mauvaise hygiène dentaire. À l'époque, M. Langstone, le ministre des Terres, y vit et une nouvelle maison est construite pour lui dans le parc, à l'emplacement de l'écurie. Pendant la Seconde Guerre mondiale, le jardin sert à cultiver des légumes pour fournir les forces armées.

### Restauration

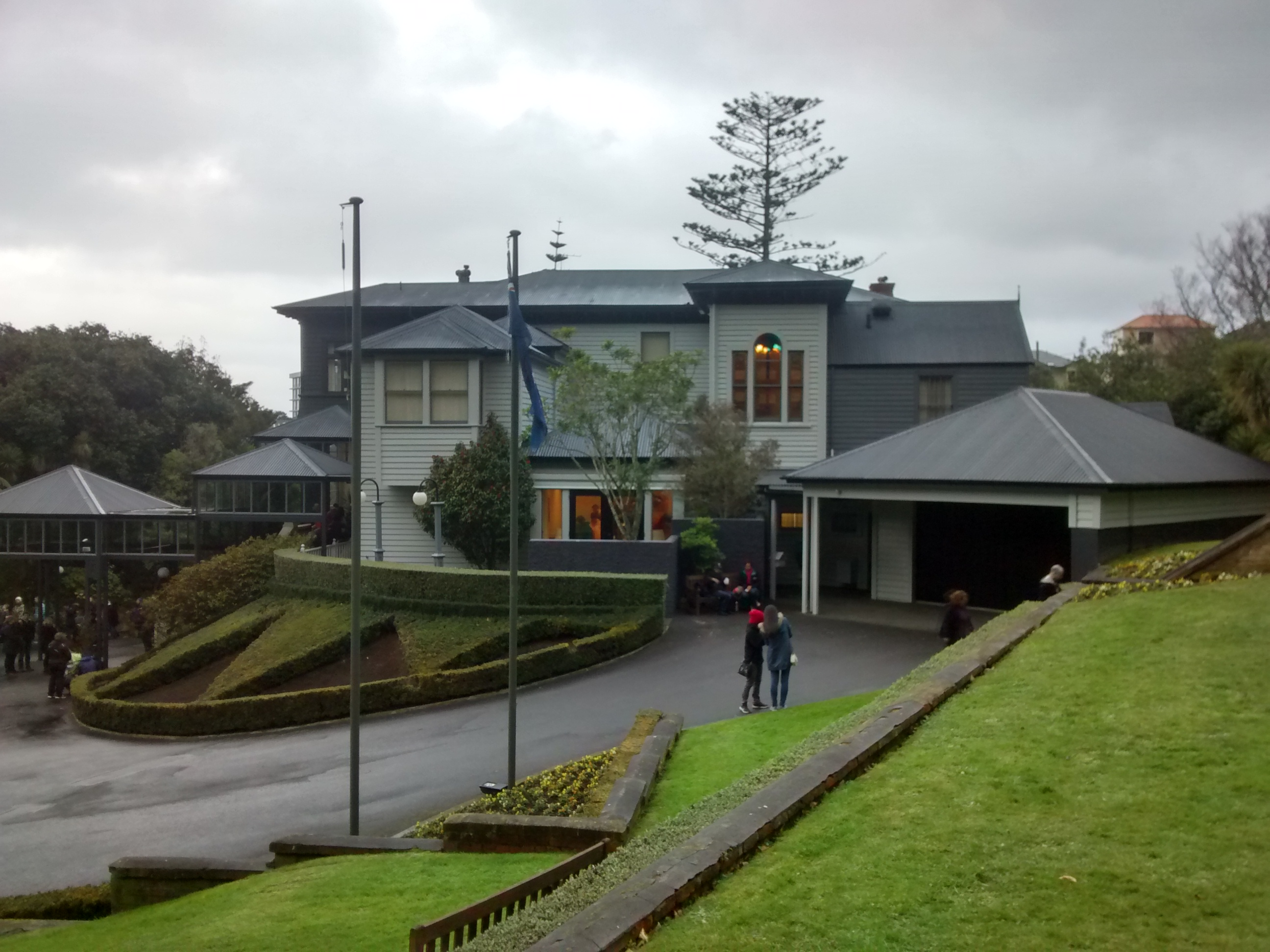
Premier House en 2015.

Après de nombreuses années d'utilisation institutionnelle, dans les années 1980, le bâtiment est en ruine. Il est sauvé du déclin par le ministre de l'Intérieur Michael Bassett, qui engage des démarches pour restaurer le bâtiment.
La restauration est entreprise par Grant Group Architects, cabinet basé à Auckland et LT McGuinness Construction entre décembre 1989 et 1991. Les cloisons intérieurs sont conservées ; toutes les pièces et la plupart des couloirs sont laissés dans leur disposition d'origine. Des extincteurs automatiques, un système de chauffage central et de climatisation est installé, ainsi qu'un nouvel ascenseur hydraulique.
La résidence est rebaptisée Premier House. Sa conservation devient en 1990 un projet lié aux célébrations du cent-cinquantenaire du traité de Waitangi, qui est souvent considéré comme l'acte de naissance de la Nouvelle-Zélande. Cette année-là, Geoffrey Palmer et son épouse Margaret en deviennent les nouveaux résidents officiels. En 2018, la maison est modernisée, avec des réparations et un entretien entrepris, pour un coût de trois millions de dollars néo-zélandais.
La propriété a une superficie de 1,5 hectare (exactement 14 569 m2) et sa valeur imposable s'élevait en 2020 à 23 300 000 dollars néo-zélandais.

## Occupants officiels

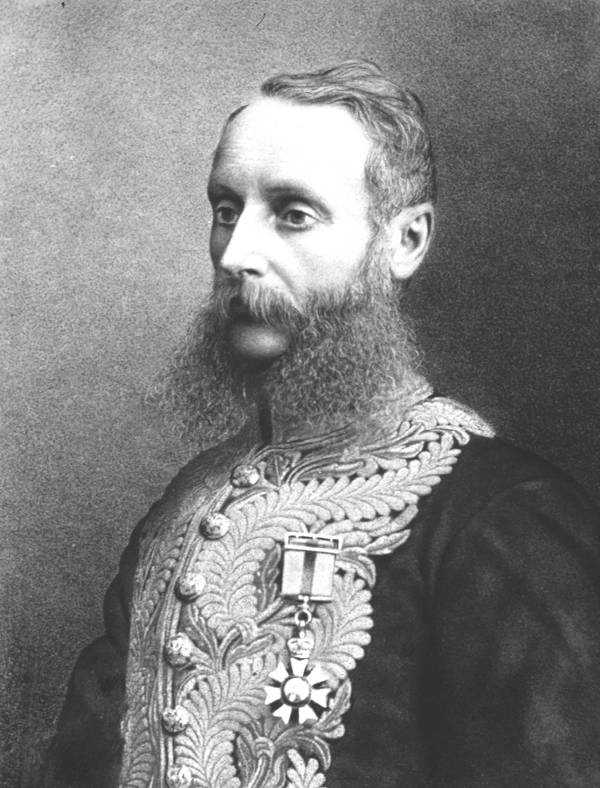
Le gouvernement de Frederick Weld finalise l'achat de la résidence.

- 1864-1865 : Sir Frederick Weld, 6e Premier ministre[19] ;
- 1865-1869 : Sir Edward Stafford, 3e Premier ministre[20] ;
- 1869-1873 : Sir William Fox, 2e Premier ministre ;
- 1873-1875 : Sir Julius Vogel, 8e Premier ministre. Sous le premier mandat de Vogel, la maison est considérablement agrandie.

(1875-1876 : Daniel Pollen, 9e Premier ministre pendant 7 mois)
- 1876-1876 : Sir Julius Vogel[21].

(1877-1879 : Sir George Grey, 11e Premier ministre)
- 1879-1882 : Sir John Hall, 12e Premier ministre
- 1882-1883 : Sir Frederick Whitaker, 5e Premier ministre
- 1883-1884 : Sir Harry Atkinson, 10e Premier ministre
- 1884-1887 : Sir Julius Vogel, comme ministre du gouvernement de Robert Stout, 13e Premier ministre[22],[13]. D'autres extensions sont réalisées dans la résidence en raison de la mauvaise santé de Vogel. Sa goutte chronique entraîne l'aménagement d'un bureau supplémentaire pour les réunions du Cabinet et, en 1886, le premier ascenseur de Nouvelle-Zélande y est installé.

Le pays entre dans une dépression économique à la fin des années 1880 : après le départ des Vogel, le nouveau gouvernement tente de vendre la propriété. Les salaires des députés sont réduits et les ministres libéraux des années 1890 sommés de vivre en diminuant leurs frais. Ces réductions de dépense font réagir la presse et le public. Les habitants de Wellington considèrent ses vastes terrains comme un bien public. Seuls les meubles sont vendus. Certains suggèrent de transformer le site en maison de retraite ou en université, mais il reste inoccupé.
- 1887-1891 : Sir Harry Atkinson, 10e Premier ministre[1] ;
- 1891-1893 : John Ballance, 14e Premier ministre[1] ;

(1893-1906 : Richard Seddon, 15e Premier ministre. Après la mort de Ballance, Seddon reste dans sa modeste résidence ministérielle au 47 Molesworth Street et la résidence de Tinakori Road est louée de 1895 à 1900. De 1893 à 1895, le logement reste vacant. De 1895 à 1899, Premier House est habitée par Walter Buller, avocat et ornithologue. En 1899, Percy Smith, arpenteur général, secrétaire aux terres et mines et ethnologue y vit.)

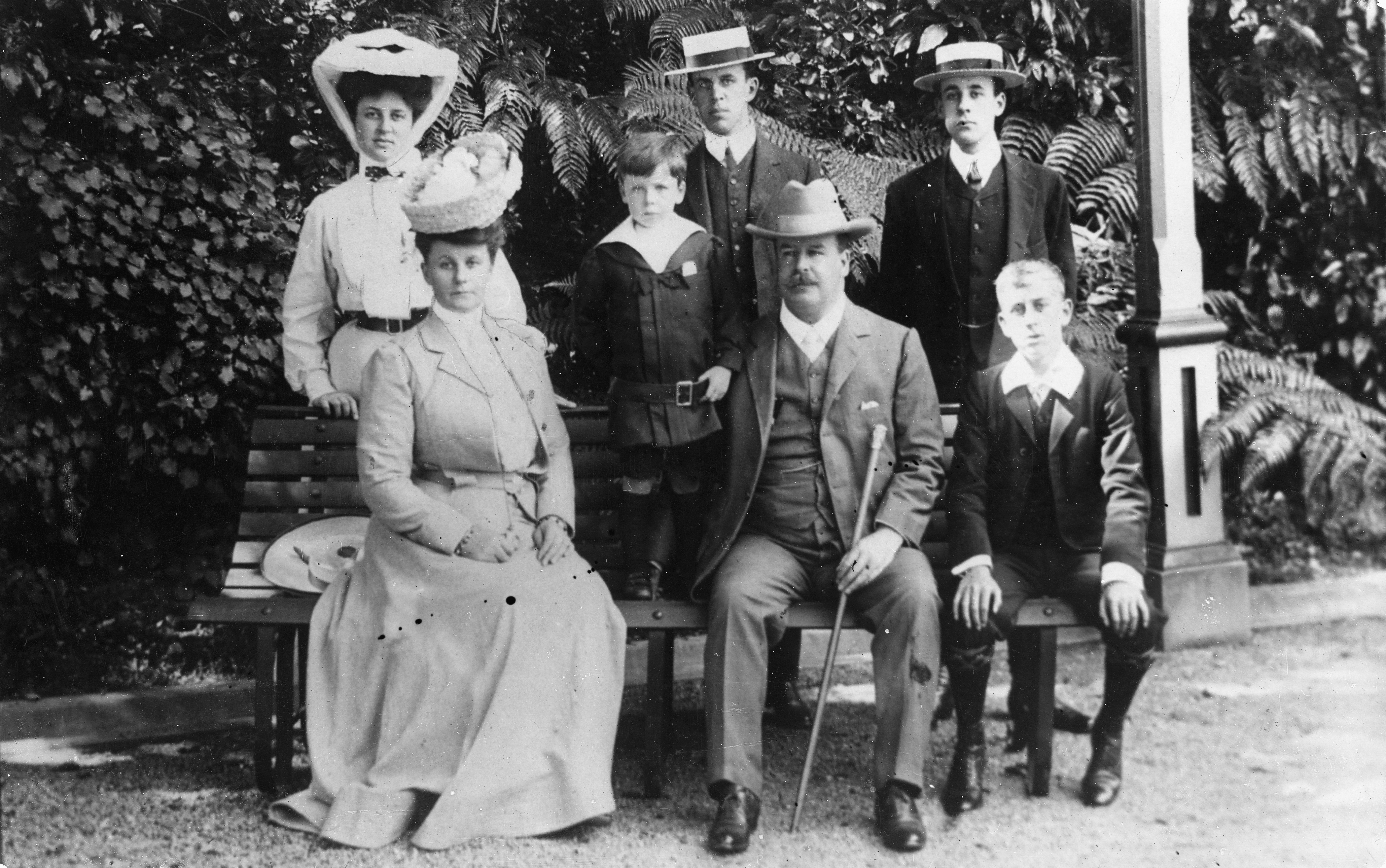
Joseph, qui deviendra Sir Joseph Ward, et sa famille à Awarua en 1906.

- 1900-1912 : Sir Joseph Ward, en tant que ministre du cabinet[1] puis Premier ministre à partir de 1906 habite la résidence, renommée Awarua, du nom de la circonscription de Ward[1]. La maison redevient l'un des principaux lieux sociaux de la capitale, accueillant de nombreuses fêtes formelles et informelles, surtout après que Ward est devenu Premier ministre, à la suite de la mort de Seddon en 1906. La fête d'adieu organisée par Eileen Ward, fille de Sir Joseph Ward, pour dire au revoir à sa voisine Katherine Mansfield quelques jours avant qu'elle ne quitte la Nouvelle-Zélande pour la dernière fois en 1908, est particulièrement remarquable.
- 1912-1925 : William Massey[1], rebaptise la maison « Ariki Toa », la « maison du chef ». Pendant la Première Guerre mondiale, les Massey l'utilisent pour des activités patriotiques.
- 1925-1928 : Gordon Coates est le dernier Premier ministre à y vivre[1]. D'autres extensions sont apportées au bâtiment en 1926 lorsque Coates y vit, notamment la reconstruction de la véranda et l'ajout d'une véranda fermée à l'étage, mais les travaux d'entretien majeurs sont encore reportés.
- 1928-1935 : George Forbes vit dans un appartement au Parlement. Certaines parties du sol de Premier House se sont en effet affaissées de 30 cm. Le rez-de-chaussée est occupé par les ministères du Chômage et des Transports et l'étage supérieur sert de résidence ministérielle pour les familles de M. Masters, ancien dirigeant du Conseil législatif et du ministre des Travaux publics, M. Ransom[23]. À la suite de longs débats parlementaires, il est décidé, à la demande de la population, de ne pas diviser le terrain ni construire d'autres logements ministériels sur celui-ci[1],[24]. Le jardin continue à être le lieu de garden-parties sur abonnement, parfois afin de collecter des fonds pour des œuvres caritatives comme la YWCA et les Guides[25].

### Nouveaux occupants officiels

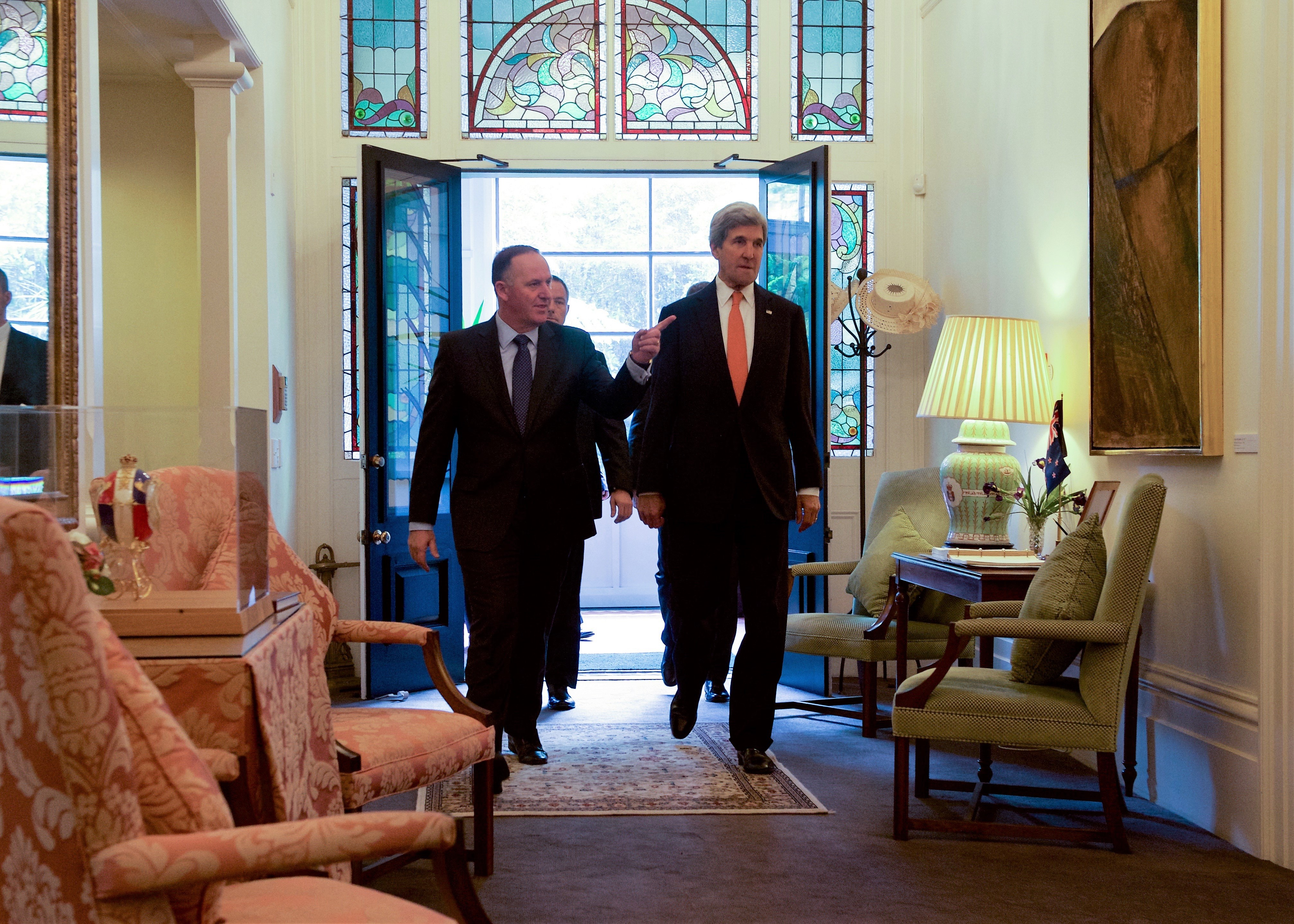
John Key accueille John Kerry à Premier House, novembre 2016.

- 1989-1990 : Geoffrey Palmer
- 1990-1990 : Mike Moore
- 1990-1997 : Jim Bolger
- 1997-1999 : Jenny Shipley
- 1999-2008 : Helen Clark
- 2008-2016 : John Key
- 2017-2023 : Jacinda Ardern[26]
- depuis 2023 : Christopher Luxon

### Premiers ministres n'y ayant pas séjourné
Le Premier ministre Bill English, en fonction entre 2016 et 2017, ne vit pas à Premier House durant son mandat car la loi néo-zélandaise interdit aux députés de Wellington d'occuper un logement financé par les contribuables dans la capitale. Le Premier ministre Chris Hipkins, en fonction de janvier à novembre 2023, ne vit pas à Premier House durant son mandat. En tant que député de Wellington, il est en effet soumis aux mêmes restrictions juridiques qu'English. Hipkins utilise Premier House uniquement pour des fonctions officielles,.

## Autres résidences officielles

### 64-66, Harbour View Road
À partir de 1939, Michael Joseph Savage vit dans une maison appelée « Hill Haven », localisée au 64-66, Harbour View Road à Northland, dans la banlieue de Wellington. La résidence est ensuite utilisée par son successeur Peter Fraser jusqu'en 1949, puis rachetée par Michael Joseph Savage, notamment « parce qu'il n'est désormais plus nécessaire d'être à distance de marche du Parlement ».

### 41, rue Pipitea
À partir de 1950, Sidney Holland vit au n°41 de la rue Pipitea, à Thorndon. La maison est ensuite utilisée par Walter Nash, Keith Holyoake et Geoffrey Palmer, et comme résidence ministérielle par Jim Sutton et Nick Smith, respectivement ministre de l'Agriculture et des Forêts et ministre du Gouvernement local. La maison est également utilisée par le ministère des Affaires des îles du Pacifique.

### Vogel House
De 1976 à 1990, la Vogel House à Lower Hutt est la résidence officielle du premier ministre, sur décision de Robert Muldoon.